# Guarnitura

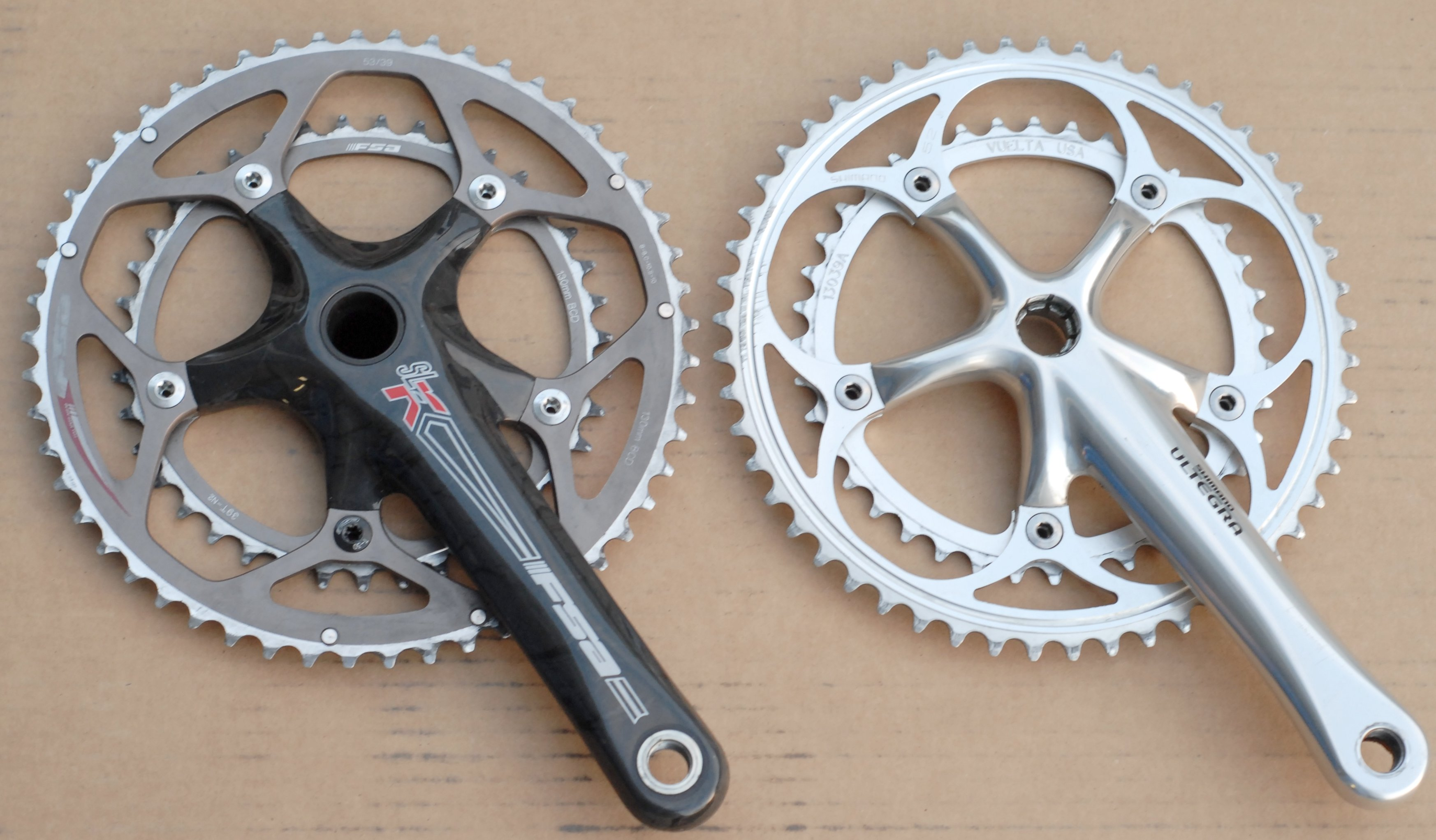
Due guarniture per biciclette da corsa

La guarnitura è, nell'ambito ciclistico, il complesso formato dalle pedivelle e dalle corone anteriori che possono essere fisse o amovibili tramite appositi bulloni, la guarnitura è montata sul movimento centrale del telaio di una bici: tradizionalmente la pedivella sinistra è semplice (ad esclusione del caso particolare dei tandem e del raro caso di biciclette con trasmissione a sinistra), mentre quella destra presenta dei bracci sui quali sono montate le corone.

## Descrizione

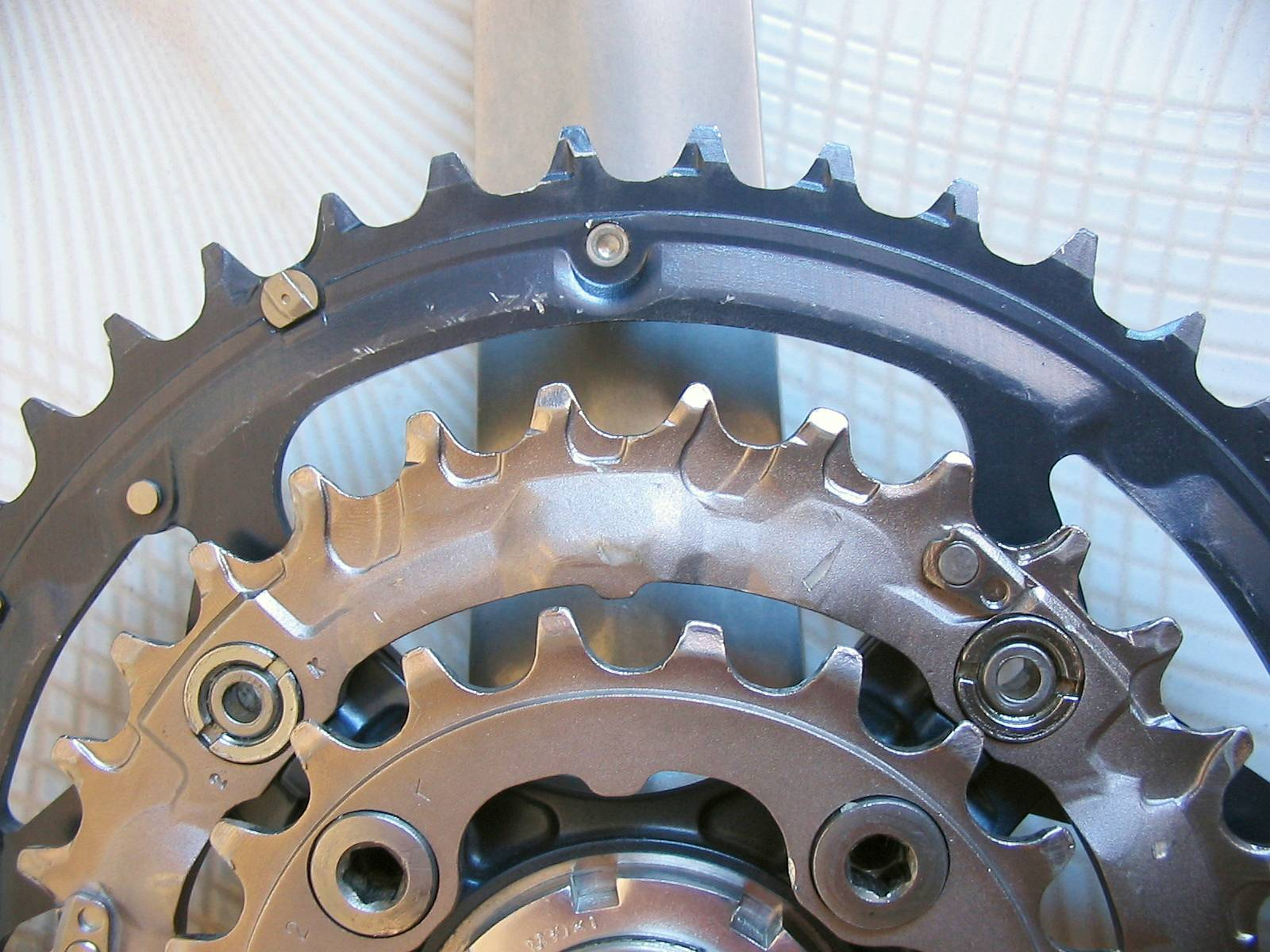
Guarnitura con due sistemi differenti d'imbullonatura delle corone

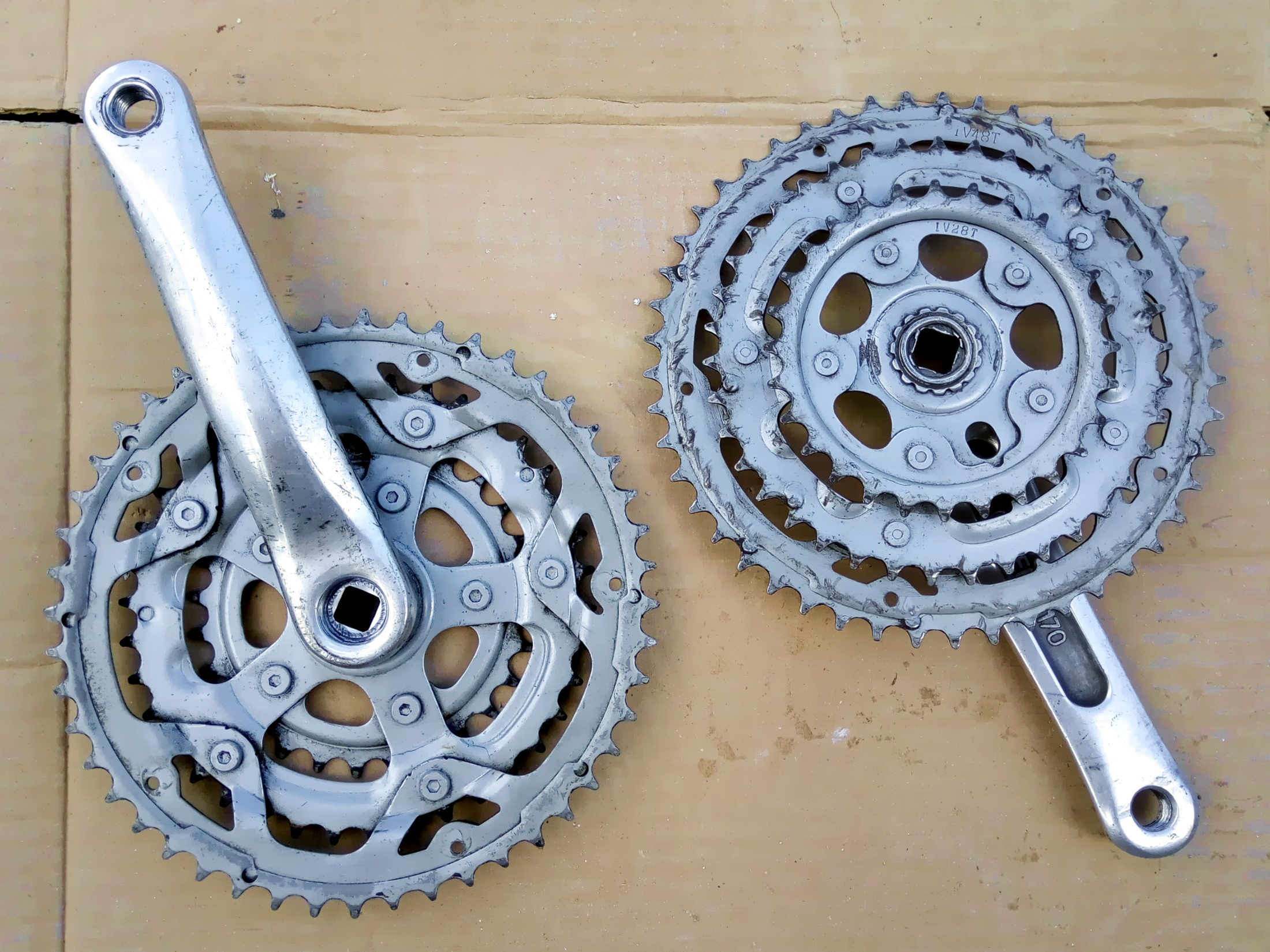
Guarnitura economica con corone rivettate

Il numero di corone può variare da 1 a 3, anche se eccezionalmente sono state prodotte anche guarniture con 4 corone. Usualmente le mountain bike montano tre corone mentre le biciclette da corsa due (anche se esistono casi in cui questa consuetudine non è rispettata: ad esempio bici da corsa con la tripla e mountain bike con la doppia e sempre più spesso, soprattutto nelle competizioni, con la singola).
Altro caso particolare è quello delle bici da pista che montano una sola corona anteriore (e un solo pignone posteriore).
La nuova consuetudine sta portando all'utilizzo per le Mountain bike e per le bici Gravel di una corona singola (più piccola per le Mountain bike e più grande per le Gravel) al fine di semplificare l'utilizzo del cambio nella percorrenza fuori strada compensando con l'utilizzo di una cassetta posteriore con più pignoni.
Le guarniture sono caratterizzate da tre fattori:
- tipo di aggancio al movimento centrale (può essere a perno quadro, ISIS, Octalink, BB30 ecc.)
- lunghezza delle pedivelle (variabile da 165 mm a 180 mm con scarti di 2,5 mm, anche se ormai sono facilmente reperibili solo quelle da 170 mm a 175 mm)
- dimensione del girobulloni (identificata col diametro della circonferenza che passa attraverso i bulloni che fissano la corona alla pedivella)

Le corone possono essere imbullonate alla guarnitura o rivettate, in quest'ultimo caso non è possibile sostituire 
le corone o perlomeno non è prevista la loro sostituzione.

### Nelle bici da corsa

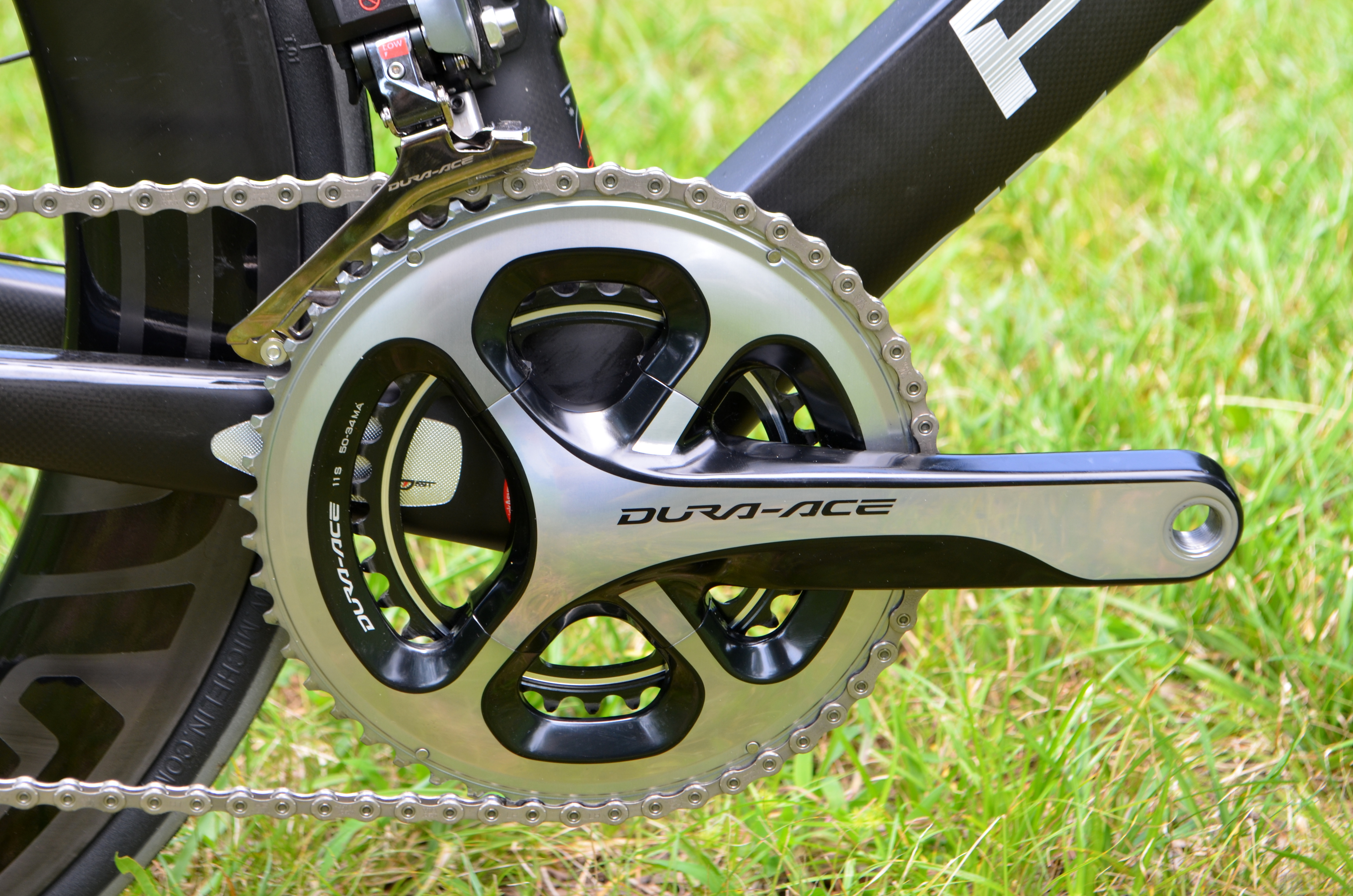
Guarnitura Shimano Dura Ace su una bici Pinarello Dogma F8

Attualmente la guarnitura definita "classica" nelle bici da corsa presenta due corone: quelle interna, più piccola, da 39 denti, quella esterna, più grande, da 53 denti. Questo accoppiamento non è dovuto al caso, ma al fatto che con questi numeri di denti si ha un'ampia possibilità di rapporti a disposizione senza che si vadano a creare troppi doppioni.
Fino agli anni cinquanta le bici da corsa presentavano solitamente una sola corona anteriore, spesso da 48 denti. Grazie alle innovazioni introdotte da Tullio Campagnolo, fondatore dell'omonima impresa, furono introdotte anche nel campo delle competizioni le prime guarniture con corone anteriori, inizialmente con dentatura di 52 e 46. Successivamente si arrivò alla corona interna, più piccola, di 44 denti e, dopo il 1967, di 42 denti. Fu necessario per fare questo ridurre il girobulloni da 151mm a 144mm, in quanto non sarebbe stato possibile fissare una corona con meno di 44 denti alla pedivella.
Negli anni settanta e ottanta lo standard era perciò rappresentato dalle guarniture 52 (talvolta 53) e 42. Solo a cavallo fra anni ottanta e anni novanta si sentì la necessità di introdurre una corona più piccola della 42 arrivando alla 39 e alla configurazione attuale.
Nel corso dell'ultimo decennio, e in particolare in tempi recenti, c'è sempre una maggior spinta, soprattutto in ambito amatoriale, ad usare guarniture triple o doppie "compatte", che permettono di affrontare al meglio anche le salite più dure. La cosiddetta compact prevede due corone di dentatura minore: lo standard sta affermandosi nell'accoppiata 50-34, anche se sono disponibili le dentature da 48 per la corona esterna e da 36 in quella interna. Nel ciclocross lo standard è 46 denti per la corona esterna e 36 per la interna, anche se spesso in gara gli atleti usano rapporti personalizzati e negli ultimi periodi si sta diffondendo la monocorona.
Il monocorona grazie agli 11/12 rapporti sta facendo timida apparizione anche sulla BDC, passando prima dalle gravel, tanto che alcune marche hanno presentato il loro cambio corsa x1.

### Nelle bici da pista

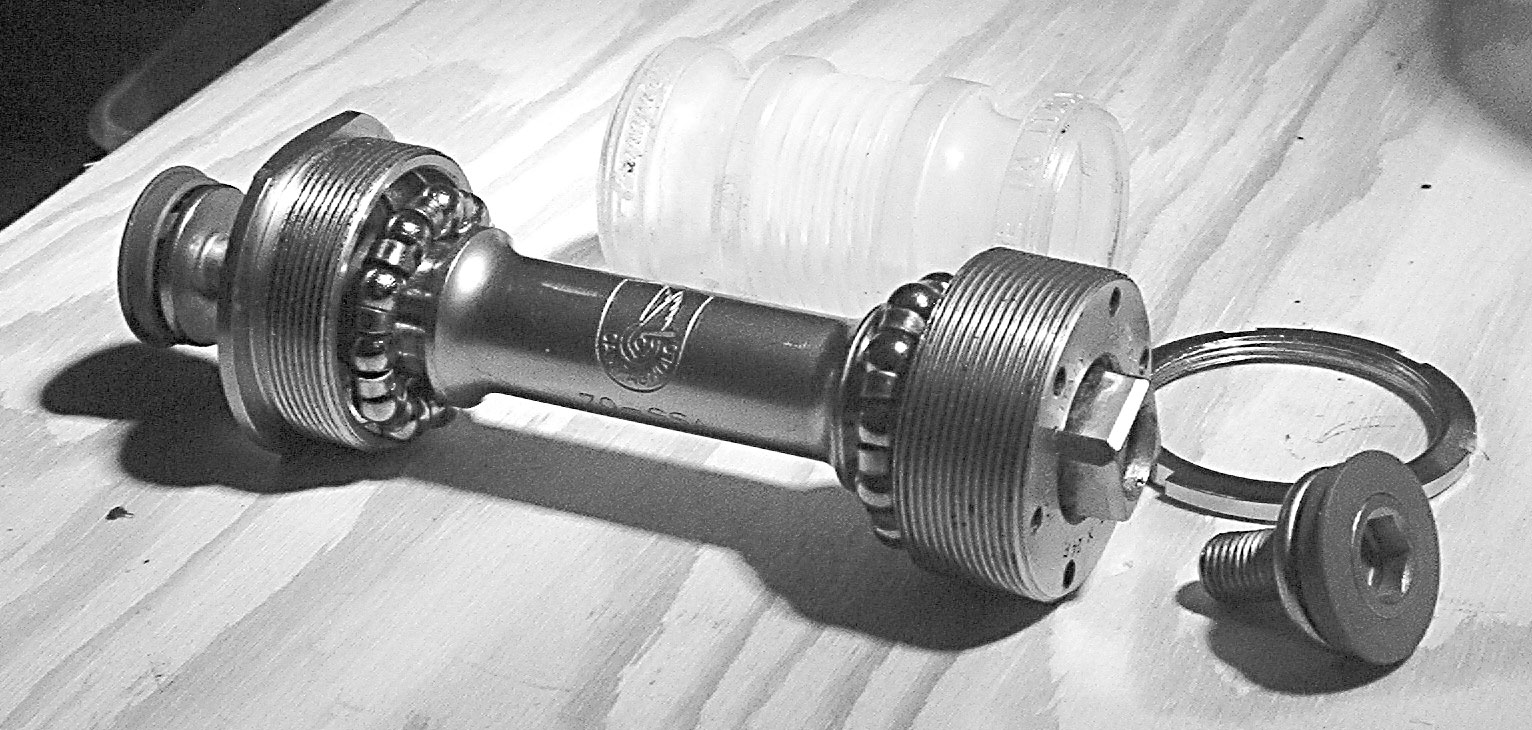
Movimento centrale della Campagnolo

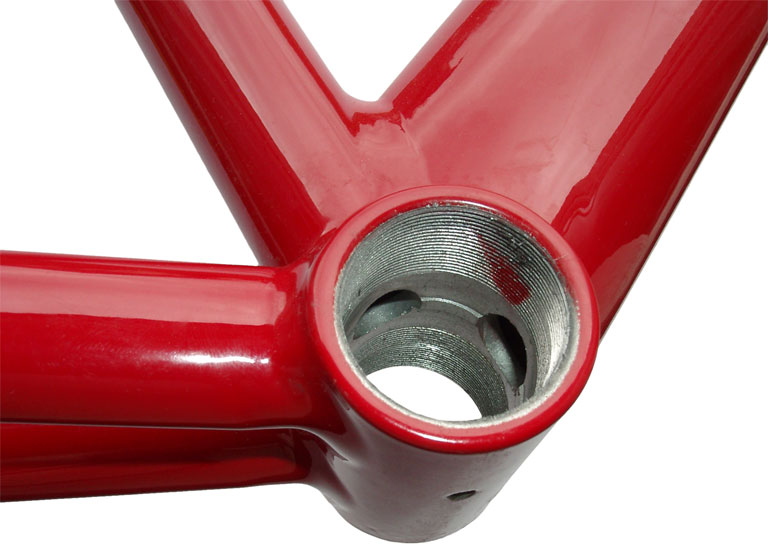
Sede del movimento centrale

Le bici a scatto fisso, di cui quelle da pista rappresentano una sottoclasse hanno una guarnitura con una singola corona anteriore, che può essere sia un tutt'uno con le pedivelle oppure fissata con dei bulloni. Spesso, nella costruzione artigianale di tali bici, si usano guarniture da corsa, ove è preventivamente tolta una delle due corone.
La guarnitura da pista è appositamente costruita affinché sia usata con una sola corona accoppiata ad un unico pignone posteriore.
Vale la pena ricordare che all'epoca di Bianchetto e Beghetto, Olimpiadi di Melbourne e poi di Maspes e Gaiardoni si usavano sia per le corone che per i pignoni, moduli di intaglio doppi sullo stesso diametro, più grandi: vale a dire si correva con il 24 o 25 o 26 denti davanti, e il 7 o 6 denti dietro, ovviamente equivalenti al 48, 50 e 52 denti di corona per 14 o 12 denti di pignone: ciò perché lo sforzo applicato dagli atleti nel km da fermo e negli sprint in pista poteva addirittura sgranare i denti o spezzare la catena, questo almeno negli anni 60.
Inoltre, le esigenze della pista, fanno sì che le pedivelle siano tipicamente più corte delle corrispondenti stradali (per permettere una maggiore cadenza di pedalata e per non toccare nelle curve sopraelevate dei velodromi).
Il numero di denti della corona è molto variabile, indicativamente dai 48 denti (ma non si esclude l'uso di corone più piccole) ai 59 denti usati da alcuni ciclisti durante i record dell'ora. Caso particolare rappresentano gli stayer, specialità, che sta scomparendo, in cui il ciclista corre dietro motocicletta: le corone possono arrivare a 70 denti.

### Nelle mountain bike

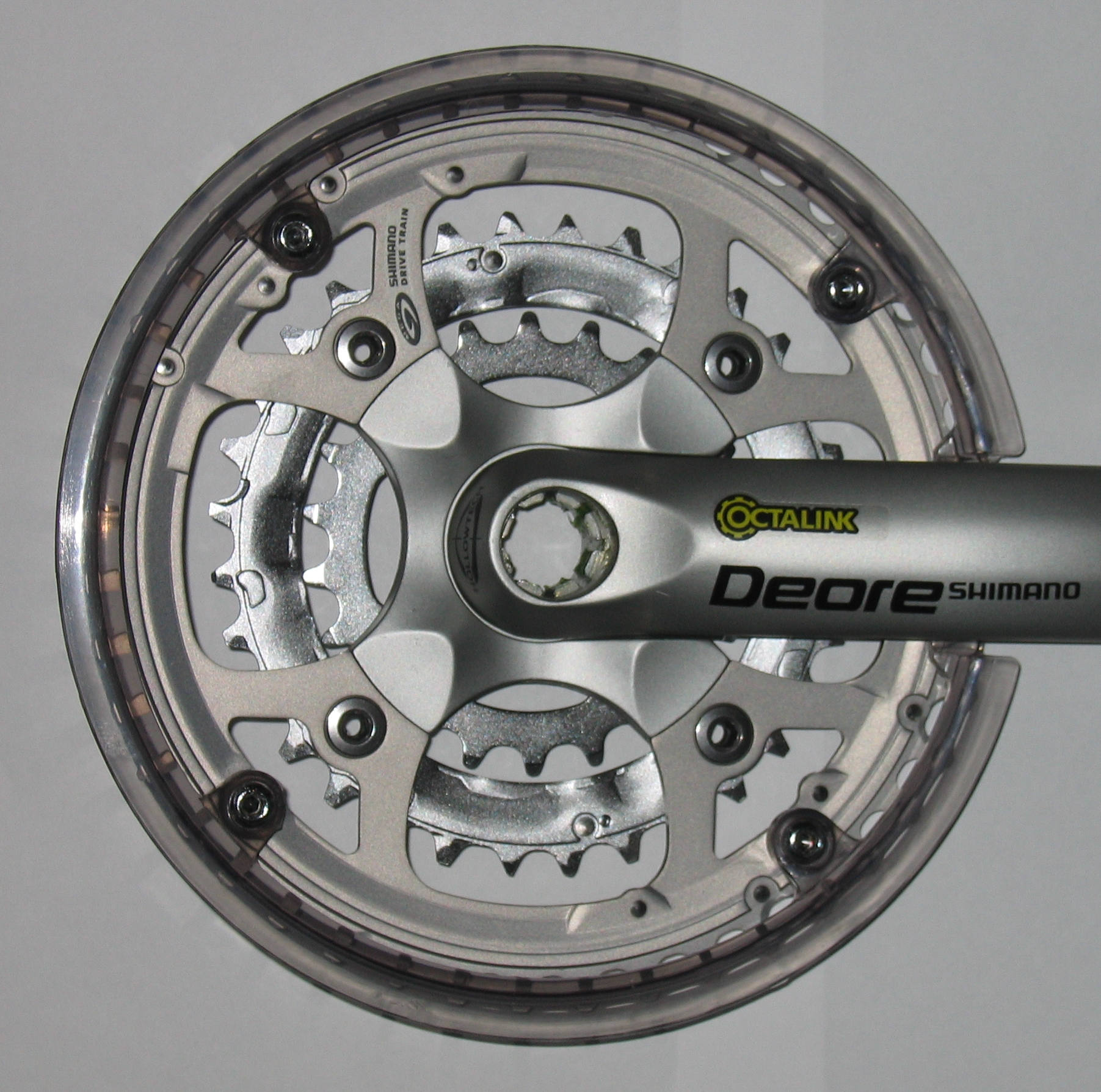
Una guarnitura Shimano Deore

Le prime mountain bike montavano già una guarnitura tripla per affrontare le difficoltà dei terreni sconnessi, comunque la dentatura delle corone era ancora molto vicina a quelle delle bici da corsa per quanto riguarda le corone più grandi. Era ad esempio molto diffusa la guarnitura 48-38-28. Successivamente si è passati a corone via via più piccole, anche in questo caso diminuendo il girobulloni in maniera opportuna. Attualmente sono molto diffuse le guarniture con 44-32-22 denti per le tre corone.
Sono stati fatti anche alcuni esperimenti con guarniture doppie che, accoppiate con pacchi pignoni da 9 velocità, offrono comunque un'adeguata gamma di rapporti per tutte le situazioni. In questo caso le corone hanno rispettivamente 44 e 29 denti.
Ultimamente sono stati sviluppati gruppi con pedivelle a singola corona anche per l'uso MTB, grazie all'adozione di cassette a 11/12 rapporti che partono dai 10 denti ed arrivano ai 45/48 fino ai 51. In questo caso la pedivella a singola corona è normalmente a 32 denti. 
Pedivelle a singola corona sono anche divenute lo standard in molte delle ultime E-mtb a motore centrale, che si affidano alla potenza del motore per superare le pendenze più ripide

### Nelle bici da passeggio
Spesso le bici da passeggio presentano una sola corona anteriore, non più fissata con bulloni alle pedivelle, ma che formano un blocco unico con esse. Questo avviene soprattutto per le bici monomarcia che stanno via via scomparendo.
La configurazione a due corone è molto frequente, spesso derivata direttamente dal mondo delle corse (non è raro trovare le due "classiche" corone da 52 e 42 denti nelle bici d'annata). Accoppiamenti diversi risultano spesso controproducenti, causando una duplicazione dei rapporti che rende inutile avere 5 o più pignoni al posteriore (è il caso di guarniture come la 48-46 ecc.).
Le bici da passeggio attuali, definite city-bike, presentano spesso una guarnitura tripla che prendono dalle mountain bike.

### Nei tandem
I tandem rappresentano per molti aspetti un'eccezione nel mondo delle bici. Anche per quanto riguarda la guarnitura hanno una particolarità. Si rende infatti necessario trasmettere il moto alla ruota posteriore non da un solo ciclista, ma da entrambi i ciclisti. Le due guarniture sono perciò collegate a sinistra da una seconda catena. La pedivella sinistra avrà perciò una corona sia per il ciclista anteriore che posteriore, con uguale numero di denti nei due casi.

### Bmx
Le bmx hanno una sola corona anteriore generalmente di 25 denti (dipende dalla disciplina) e 1 rapporto posteriore da 9 denti (dipende la disciplina).

### Biciclette reclinate
Nelle biciclette reclinate sono sovente usate guarniture con pedivelle corte fino anche molto corte, i produttori partono normalmente dai 165mm per scendere fino a 155 (misura che si è praticamente standardizzata sui velomobili per permettere ai piedi di girare senza interferenza all'interno degli affusolati musi aerodinamici). Alcuni ciclisti, soprattutto per tentativi di record, si spingono a poco più di 130mm (pedivelle così corte servono ad ottimizzare l'aerodinamica). A causa del grande range di rapporti necessari su una bicicletta reclinata, che necessita di rapporti più corti in salita, ma allo stesso modo di rapporti più lunghi per la velocità in pianura, normalmente si usano guarniture triple o al massimo doppie e solo raramente in gara corone singole. Su una moderna recumbent a ruote "alte" si monta una tripla 30/39/53 o compatte 34/53 con una cassetta 11/36, In gara non è raro vedere corone da 56 o più. Le biciclette Reclinate (ad esclusione di quelle carenate), in gara montano un paracorona fisso o solidale con la corona più grande, e questa buona abitudine è normalmente seguita anche su molta della produzione di serie.

### Materiali
Alle origini le guarniture erano realizzate in acciaio con corone di acciaio, montate su perni d'acciaio grazie a spine in acciaio dolce, successivamente si è passati a perni quadri e pedivelle avvitate, ma fondamentalmente si è passati dall'acciaio alle leghe d'alluminio, con sporadiche apparizioni del titanio prima che i materiali compositi prendessero il sopravvento. La fibra di carbonio ormai si è diffusa su molte pedivelle da strada, corsa ed anche MTB, dove però la maggior resistenza agli urti dell'alluminio è ancora un ottimo motivo per non abbandonare questo materiale.  Le case che continuano ad usare l'alluminio anche per la produzione top di gamma BDC, ormai fanno largo uso di resine epossidiche per l'incollaggio dei 2 gusci lavorati CNC che formano la pedivella e di questi ultimi ai perni passanti, che ormai, abbandonato l'attacco quadro, adottano i più svariati tipi di accoppiamento scanalato, quindi di fatto le pedivelle sono in materiale composito pur se metallico. Le corone sono realizzate in alluminio stampato o lavorato a CNC anche se non sono rare corone composite in due gusci di alluminio lavorato ed incollato. Molto rare invece le corone in fibra di carbonio.